# Historia postal del Perú
La historia postal del Perú comenzó en la década de 1850 con las primeras estampillas entregadas por la Pacific Steam Navigation Company. En 1858, se emitieron las primeras estampillas oficiales del correo peruano. Durante la Guerra del Pacífico (1880-1884), se usaron sobrecargas en sellos durante la ocupación chilena, y en provincias como Arequipa se imprimieron sellos provisionales. En 1895, tras la revolución liderada por Nicolás de Piérola, se modernizó el servicio postal. En 1897, se inauguró la Casa de Correos y Telégrafos, consolidando los servicios postales y telegráficos.

## Historia

### Antecedentes
La historia postal en el Perú se puede remontar a la existencia de mensajeros en tiempos precolombinos, cuando en el antiguo Imperio incaico se empleaban corredores llamados chasquis para transmitir noticias por orden del gobierno imperial, utilizando el Camino Inca que cruzaba gran parte de los Andes. Este sistema de postas desapareció en la época del Virreinato del Perú, cuando la comunicación por correos siguió los mismos patrones que el resto del Imperio español.

### Sellos de la Pacific Steam Navigation Company
En la década de 1850, la Pacific Steam Navigation Company (PSNC) entregó al gobierno peruano, presidido por Ramón Castilla, las primeras estampillas que se usarían en el país –con carácter provisional– como comprobante de pago de su servicio de correos entre los puertos peruanos y el extranjero. Ya desde 1840 existían las estampillas de correos en Gran Bretaña y el intercambio comercial había llevado a Perú diversas estampillas extranjeras, creyéndose conveniente adoptar esta innovación, especialmente impulsada por José Dávila Condemarín, diplomático peruano encargado de la administración central postal.
Estos primeros sellos postales, impresos por la PSNC para su uso particular, empezaron a circular el 1 de diciembre de 1857, con dos valores: Un Real (azul) y 2 Reales (rojo), los cuales se emplearon hasta el 28 de febrero de 1858 para hacer una primera prueba de la utilización de sellos postales en el correo peruano, con patrocinio del gobierno.

### Primeras emisiones oficiales
Vista la eficacia del nuevo sistema, los sellos de la PSNC dejaron de circular y el 10 de marzo de 1858, se efectuó la primera emisión propia del Correo Peruano: una serie de cuatro estampillas sin dentar, con el escudo nacional y en valores de «Un Dinero» (azul), «Una Peseta» (rosa) y «Medio Peso» (en dos colores: rosa y  anaranjado) impresos en Lima y creándose el primer "error filatélico" en las emisiones peruanas al imprimirse unos sellos de "medio peso" en amarillo.
En diciembre de 1858, se realiza una segunda emisión, de similares características que la anterior, pero con las líneas de fondo en zigzag, en valores de «un dinero» (azul pizarra) y «una peseta» (roja). Hacia 1860 el gobierno peruano compró en Francia una imprenta tipo Lecocq que podía imprimir, poner relieves y entintar sellos postales utilizando cintas de papel continuo, máquina que fue empleada en las posteriores emisiones, por lo cual los sellos elaborados con este aparato siempre forman tiras y no planchas ni bloques.
Entre 1862 y 1863, aparecieron dos sellos con el escudo peruano en relieve, en las denominaciones de «Un Dinero» (rojo) y «Una Peseta» (marrón). Este diseño está basado en los sellos británicos de 1, 6 y 10 peniques de 1847-1854, con la cabeza de la Reina Victoria del Reino Unido también en relieve.
| Valor nominal   | 1 dinero        | 1 peseta        | 1 dinero                   | 1 peseta                   |
| --------------- | --------------- | --------------- | -------------------------- | -------------------------- |
| Imagen          |                 |                 |                            |                            |
| Scott           | 9               | 10              | 12                         | 13                         |
| Stanley Gibbons | 8               | 13              | 14                         | 16                         |
| Fecha emisión   | 1860-1861       | 1860-1861       | 1862-1863                  | 1862-1863                  |
| Color           | Azul            | Anaranjado      | Rojo                       | Marrón                     |
| Descripción     | Escudo del Perú | Escudo del Perú | Escudo del Perú en relieve | Escudo del Perú en relieve |

### Primeras estampillas dentadas y primer sello conmemorativo
En 1866 y 1867, Correos del Perú emitió las primeras estampillas dentadas, impresas en Estados Unidos, con valor de 5 centavos (verde), 10 centavos (bermellón) y 20 centavos (marrón). Todas presentaban a dos llamas, símbolo de la región andina.
En 1871, conmemorando el vigésimo aniversario de la construcción del primer ferrocarril de América del Sur que unía Lima y Chorrillos con el puerto del Callao, se emitió un sello en relieve con la imagen de una locomotora sobre el escudo nacional, en color escarlata y con valor nominal de 5 centavos. En algunos casos debidos a errores de impresión, el texto «CALLAO» aparece incompleto mostrando únicamente «ALLAO» o «CALLA».
| Valor nominal   | 5 centavos | 10 centavos | 20 centavos | 5 centavos                |
| --------------- | ---------- | ----------- | ----------- | ------------------------- |
| Imagen          |            |             |             |                           |
| Scott           | 16         | 17          | 18          | 19                        |
| Stanley Gibbons | 17         | 18          | 19          | 21                        |
| Fecha emisión   | 1866-1867  | 1866-1867   | 1866-1867   | 1870                      |
| Color           | Verde      | Rojo        | Marrón      | Rojo                      |
| Descripción     | Dos llamas | Dos llamas  | Dos llamas  | Conmemoración ferrocarril |

### Sellos emitidos antes y durante la Guerra del Pacífico
A partir de 1874, se emitió una serie de sellos postales con la imagen del sol -en alusión al dios de los incas- y el Escudo del Perú, que culminaría en 1884 y sería materia de reimpresiones, resellos y habilitaciones.
| Valor nominal   | 1 centavo        | 2 centavos      | 5 centavos      | 10 centavos     | 10 centavos     | 20 centavos     | 50 centavos      | 1 sol            |
| --------------- | ---------------- | --------------- | --------------- | --------------- | --------------- | --------------- | ---------------- | ---------------- |
| Imagen          |                  |                 |                 |                 |                 |                 |                  |                  |
| Scott           | 21               | 22              | 23              | 25              | 26              | 27              | 28               | 29               |
| Stanley Gibbons | 24               | 25              | 26              | 27              |                 | 28              | 29               | 30               |
| Fecha emisión   | 1879             | 1874            | 1877            | 1876            | 1884            | 1874            | 1874             | 1874             |
| Color           | Anaranjado       | Morado          | Azul            | Verde oscuro    | Gris pizarra    | Rosado oscuro   | Verde            | Rosado           |
| Descripción     | Sol antropomorfo | Escudo del Perú | Escudo del Perú | Escudo del Perú | Escudo del Perú | Escudo del Perú | Sol antropomorfo | Sol antropomorfo |

| Valor nominal   | 1 centavo        | 2 centavos      |
| --------------- | ---------------- | --------------- |
| Imagen          |                  |                 |
| Scott           | 30               | 31              |
| Stanley Gibbons | 36               | 37              |
| Fecha emisión   | 1880             | 1880            |
| Color           | Verde            | Rosado          |
| Descripción     | Sol antropomorfo | Escudo del Perú |

Durante la Guerra del Pacífico, estas estampillas fueron sobrecargadas con un sello ovalado que decía «UNIÓN POSTAL UNIVERSAL - PERÚ» en 1880 y «UNIÓN POSTAL UNIVERSAL - LIMA» en 1881, ambos con la inscripción «PLATA» en el centro. Durante la ocupación de Lima por parte del Ejército de Chile (en 1881), los sellos de esta serie se sobrecargaron con el escudo de Chile en color negro o rojo. Algunos también incluyeron una especie de herradura con el texto «UNIÓN POSTAL UNIVERSAL - PERÚ». Entre 1883 y 1884, aparecieron estampillas sobrecargadas con sellos de herradura que contenían la inscripción «UNIÓN POSTAL UNIVERSAL - PERÚ», otras contenían triángulos en cuyo centro se apreciaba un sol y la palabra «PERÚ», otras estampillas mostraban óvalos con el texto «UNIÓN POSTAL UNIVERSAL - LIMA», o inclusive hubo otros sellos mostrando combinaciones de dos de estas sobreimpresiones.
| Valor nominal | 1 centavo                                           | 5 centavos                          |
| ------------- | --------------------------------------------------- | ----------------------------------- |
| Imagen        |                                                     |                                     |
| Descripción   | Sobrecargado con sello de la Unión Postal Universal | Sobrecargado con el escudo de Chile |

En la misma guerra, al ser ocupada Lima por tropas chilenas en enero de 1881, las oficinas postales de otras provincias no pudieron recibir estampillas y solucionaron la falta de sellos franqueando la correspondencia con matasellos. No obstante, en la ciudad de Arequipa sí se imprimieron, aunque de modo rudimentario, sellos postales provisionales que fueron usados entre 1881 y 1884 tanto en Arequipa como en Cusco y Moquegua.

### Sellos posteriores a la Guerra del Pacífico
En 1895, el general Andrés Avelino Cáceres impidió que el primer vicepresidente, Pedro Alejandrino del Solar, sucediera en el poder al recientemente fallecido presidente Remigio Morales Bermúdez (1890-1894), y más bien apoyó al segundo vicepresidente, Justiniano Borgoño, para que ocupara el cargo. Esta intromisión provocó el descontento popular, intensificado por una crisis económica derivada de la caída del precio de la plata. En respuesta, los partidos Civil y Demócrata –contrarios a la perpetuación de la hegemonía militar en la política peruana–
forjaron una alianza que permitió a Nicolás de Piérola liderar la «Revolución de 1895», la cual también contaba con amplio respaldo popular. Tras un rápido pero cruento ataque a la capital, Piérola consiguió tomar el Palacio de Gobierno, forzando a Cáceres a huir al exilio.
Después de asumir el mando, Nicolás de Piérola renovó por completo al personal directivo del gobierno. El cargo de director de Correos recayó en el marino y político Camilo Carrillo, quien inmediatamente  gestionó la creación de una nueva serie de estampillas para satisfacer las demandas del servicio. En dicha emisión se aprovechó la oportunidad para rendir homenaje a la revolución encabezada por Piérola contra Cáceres. Es importante destacar que la ceremonia de cambio de mando se adelantó al 8 de septiembre, fecha en la cual los nuevos sellos postales salieron a la venta. Su lanzamiento, aunque breve, tuvo una gran acogida entre los coleccionistas filatélicos, lo que llevó a emitir una mayor cantidad de ejemplares.
| Valor nominal   | 1 centavo               | 2 centavos              | 5 centavos              | 10 centavos             | 20 centavos             | 50 centavos             | 1 sol                   |
| --------------- | ----------------------- | ----------------------- | ----------------------- | ----------------------- | ----------------------- | ----------------------- | ----------------------- |
| Imagen          |                         |                         |                         |                         |                         |                         |                         |
| Scott           | 134                     | 135                     | 136                     | 137                     | 138                     | 139                     | 140                     |
| Stanley Gibbons | 328                     | 329                     | 330                     | 331                     | 332                     | 333                     | 334                     |
| Fecha emisión   | 8 de septiembre de 1895 | 8 de septiembre de 1895 | 8 de septiembre de 1895 | 8 de septiembre de 1895 | 8 de septiembre de 1895 | 8 de septiembre de 1895 | 8 de septiembre de 1895 |
| Color           | Morado                  | Verde                   | Amarillo                | Azul cobalto            | Anaranjado              | Azul oscuro             | Rosado oscuro           |
| Descripción     | Libertad Sentada        | Libertad Sentada        | Libertad Sentada        | Libertad Sentada        | Libertad Sentada        | Libertad Sentada        | Libertad Sentada        |

En 1896, la oficina de correos emitió una serie de sellos postales con tres personajes relacionados con la historia peruana: Manco Cápac (fundador del Imperio incaico), Francisco Pizarro (conquistador del Imperio incaico), y José de La Mar (ex presidente del Perú). De este conjunto destaca la estampilla de un centavo de color azul, cuyo color se debió a un error de impresión. A pesar de que las estampillas de esta serie se dejaron de emitir en el año 1900, se volvieron a usar entre 1915 y 1916 sobrecargadas con un sello de uno o diez centavos.
| Valor nominal   | 1 centavo     | 1 centavo   | 2 centavos  | 2 centavos  | 5 centavos        | 5 centavos        | 5 centavos        |
| --------------- | ------------- | ----------- | ----------- | ----------- | ----------------- | ----------------- | ----------------- |
| Imagen          |               |             |             |             |                   |                   |                   |
| Scott           | 141           | 142         | 143         | 144         | 145               | 146               | 147               |
| Stanley Gibbons | 335           | 336         | 337         | 338         | 341               | 340               | 339               |
| Fecha emisión   | 1896          | 1898        | 1896        | 1899        | 1896              | 1897              | 1899              |
| Color           | Azul ultramar | Verde claro | Azul        | Salmón      | Azul              | Verde             | Azul verdoso      |
| Descripción     | Manco Cápac   | Manco Cápac | Manco Cápac | Manco Cápac | Francisco Pizarro | Francisco Pizarro | Francisco Pizarro |

| Valor nominal   | 10 centavos       | 10 centavos       | 20 centavos       | 50 centavos    | 1 sol             | 2 soles        |
| --------------- | ----------------- | ----------------- | ----------------- | -------------- | ----------------- | -------------- |
| Imagen          |                   |                   |                   |                |                   |                |
| Scott           | 148               | 149               | 150               | 151            | 152               | 153            |
| Stanley Gibbons | 342               | 343               | 344               | 345            | 346               | 347            |
| Fecha emisión   | 1896              | 1900              | 1896              | 1896           | 1896              | 1896           |
| Color           | Amarillo          | Gris pizarra      | Anaranjado        | Fucsia         | Anaranjado rojizo | Rojo sangre    |
| Descripción     | Francisco Pizarro | Francisco Pizarro | Francisco Pizarro | José de La Mar | José de La Mar    | José de La Mar |

En 1892, el presidente Remigio Morales Bermúdez promulgó una ley para construir la Casa de Correos y Telégrafos, con el propósito de brindar mayor comodidad a los empleados del servicio postal. En 1895, la fusión de la Dirección General de Correos y Postas con la Dirección General de Telégrafos dio lugar a la Dirección General de Correos y Telégrafos. En 1897, se finalizó la construcción del nuevo edificio, que integró todos los servicios en una sola sede. El director de Correos, Camilo Carrillo, lanzó tres sellos conmemorativos para celebrar la apertura el 31 de diciembre de 1897, los cuales se muestran a continuación:
| Valor nominal   | 1 centavo               | 2 centavos                   | 5 centavos              |
| --------------- | ----------------------- | ---------------------------- | ----------------------- |
| Imagen          |                         |                              |                         |
| Scott           | 154                     | 155                          | 156                     |
| Stanley Gibbons | 349                     | 350                          | 351                     |
| Fecha emisión   | 31 de diciembre de 1897 | 31 de diciembre de 1897      | 31 de diciembre de 1897 |
| Color           | Azul                    | Marrón                       | Rosado                  |
| Descripción     | Puente de Paucartambo   | Casa de Correos y Telégrafos | Nicolás de Pierola      |

### Primeros sellos del sigloxx
Al concluir el mandato de Piérola en 1899, se celebraron por primera vez elecciones con voto directo, resultando electo Eduardo López de Romaña. Con el fin de conmemorar este hito, en 1900 se lanzó una estampilla con la imagen del nuevo presidente, con una edición de 250 000 unidades. Este sello fue pionero por su diseño bicolor y por la calidad de su acabado, siendo destinado al correo internacional.
En 1901, con motivo del inicio del siglo xx, se emitió una serie especial de sellos postales en dos colores. Esta emisión rindió homenaje a los héroes de la Guerra del Pacífico, el almirante Miguel Grau, conocido como el «Caballero de los Mares», y el coronel Francisco Bolognesi. Junto a ellos, se incluyó al presidente Eduardo López de Romaña, quien gobernaba el país en ese momento.
| Motivo          | Elección de López de Romaña | Inicio del siglo XX | Inicio del siglo XX | Inicio del siglo XX     |
| --------------- | --------------------------- | ------------------- | ------------------- | ----------------------- |
| Valor nominal   | 22 centavos                 | 1 centavo           | 2 centavos          | 5 centavos              |
| Imagen          |                             |                     |                     |                         |
| Scott           | 160                         | 161                 | 162                 | 163                     |
| Stanley Gibbons | 357                         | 358                 | 359                 | 360                     |
| Fecha emisión   | 1900                        | Enero de 1901       | Enero de 1901       | Enero de 1901           |
| Color           | Verde y negro               | Verde y negro       | Salmón y negro      | Morado y negro          |
| Descripción     | Eduardo López de Romaña     | Miguel Grau         | Francisco Bolognesi | Eduardo López de Romaña |

En 1905, siendo presidente José Pardo y Barreda, se emitió otro sello bicolor, celebrando la construcción del Instituto Municipal de Higiene, un edificio ubicado frente al Parque de la Exposición, cuyo diseño se inspiró en el pabellón construido por el Perú para la Exposición Universal de París de 1900. Dos años después, se lanzaron diversas estampillas, entre las que destacó una serie alusiva a los monumentos y edificios de Lima, tales como la estatua ecuestre de Simón Bolívar, la escuela de Escuela de medicina de «San Fernando» y el Palacio de la Exposición, que en dicha época era sede del Museo Nacional de Arqueología, Antropología e Historia.
| Valor       | 12 centavos                    | 1 centavo             | 5 centavos          | 10 centavos              | 20 centavos                           | 10 centavos                  | 1 sol                      | 2 soles           |
| ----------- | ------------------------------ | --------------------- | ------------------- | ------------------------ | ------------------------------------- | ---------------------------- | -------------------------- | ----------------- |
| Imagen      |                                |                       |                     |                          |                                       |                              |                            |                   |
| Scott       | 165                            | 168                   | 171                 | 172                      | 173                                   | 174                          | 175                        | 176               |
| S. G.       | 361                            | 364                   | 367                 | 368                      | 369                                   | 370                          | 371                        | 372               |
| Emisión     | 1905                           | 1907                  | 1907                | 1907                     | 1907                                  | 1907                         | 1907                       | 1907              |
| Color       | Azul marino y negro            | Verde y negro         | Azul y negro        | Carmesí y negro          | Verde y negro                         | Gris y negro                 | Morado y verde             | Azul y negro      |
| Descripción | Instituto Municipal de Higiene | Monumento a Bolognesi | Monumento a Bolívar | Palacio de la Exposición | Escuela de medicina de «San Fernando» | Casa de Correos y Telégrafos | Hipódromo de Santa Beatriz | Monumento a Colón |

En 1909, la Dirección General de Correos y Telégrafos del Perú emitió una serie conmemorativa de nueve estampillas dedicada a figuras que marcaron la historia nacional y continental. Esta colección rindió homenaje a personajes como Cristóbal Colón, cuya exploración abrió el camino al encuentro entre Europa y América; Manco Cápac, fundador del Imperio incaico, y Francisco Pizarro, el conquistador español que lideró la colonización del Perú. También se incluyeron figuras como Simón Bolívar, libertador de varios países sudamericanos; los presidentes Ramón Castilla y José de La Mar, así como los héroes de la Guerra del Pacífico, el almirante Miguel Grau y el coronel Francisco Bolognesi. Estas estampillas fueron impresas por la American Bank Note Company.
| Valor nominal   | 1 centavo    | 2 centavos      | 4 centavos        | 5 centavos         | 10 centavos   | 12 centavos    | 20 centavos    | 50 centavos         | 1 sol               |
| --------------- | ------------ | --------------- | ----------------- | ------------------ | ------------- | -------------- | -------------- | ------------------- | ------------------- |
| Imagen          |              |                 |                   |                    |               |                |                |                     |                     |
| Scott           | 177          | 178             | 179               | 180                | 181           | 182            | 183            | 184                 | 185                 |
| Stanley Gibbons | 373          | 374             | 375               | 376                | 377           | 378            | 379            | 380                 | 381                 |
| Fecha emisión   | 1909         | 1909            | 1909              | 1909               | 1909          | 1909           | 1909           | 1909                | 1909                |
| Color           | Gris verdoso | Verde claro     | Rojo claro        | Morado             | Azul          | Aguamarina     | Carmesí        | Amarillo anaranjado | Carmín              |
| Descripción     | Manco Cápac  | Cristóbal Colón | Francisco Pizarro | José de San Martín | Simón Bolívar | José de La Mar | Ramón Castilla | Miguel Grau         | Francisco Bolognesi |